# Hermann Taubenberger
Hermann Taubenberger (* 21. November 1892 in München; † 29. Mai 1937) war ein deutscher Kommunist, der Opfer der Stalinschen Säuberungen in der Sowjetunion wurde.

## Leben
Taubenberger studierte am Münchner Polytechnischen Institut und arbeitete als Eisenbahningenieur einige Zeit in Spanien. Als Einjährig-Freiwilliger im Ersten Weltkrieg wurde er verwundet und 1917 vor ein Kriegsgericht gestellt. Ende 1918 kehrte er nach München zurück, wurde Mitglied des dortigen Arbeiter- und Soldatenrates und nahm als dessen Vertreter an den Waffenstillstandsverhandlungen in Spa teil. 1919 trat er der KPD bei und war während der Kämpfe der Bayerischen Räterepublik Befehlshaber der „Roten Armee“ am Dachauer Frontabschnitt.
Am 14. Mai 1919 wurde er zu drei Jahren Festungshaft verurteilt, die er in Niederschönenfeld absaß. Nach seiner Freilassung zog er nach Stuttgart. Er wurde Mitarbeiter des AM-Apparats („Antimilitärischer Apparat“, der Nachrichtendienst der KPD) und 1923 beauftragt, Kampfformationen für den geplanten „Deutschen Oktober“ aufzustellen. Nach dem Scheitern dieser Pläne wurde er im Februar 1924 in Stuttgart festgenommen, konnte jedoch im Herbst aus der Haft nach Paris fliehen und in die Sowjetunion emigrieren.
Dort arbeitete Taubenberger zunächst in einem Elektrowerk, dann in einer Stalingrader Kanonenfabrik. Er wurde Mitglied der KPdSU und war als Ingenieur beim Volkskommissariat für Schwerindustrie tätig. Inzwischen amnestiert wollte Taubenberger mit seiner Familie nach Deutschland zurückkehren, erhielt jedoch keine Ausreisegenehmigung wegen seiner Beschäftigung in der sowjetischen Rüstungsindustrie. Er blieb beim Obersten Volkswirtschaftsrat, war Mitglied des Präsidiums des Technisch-Wissenschaftlichen Komitees für Maschinenbau und Stellvertreter des Vorsitzenden des Rats für Flugzeugindustrie.
Am Abend des 5. März 1933 trafen sich mehrere deutsche Kommunisten in der Moskauer Wohnung der Taubenbergers, darunter Erich Wollenberg, Werner Rakow, Hans Schiff, Karl Schmidt und Erich Tacke. Während einer Diskussion über die Reichstagswahlen übten sie scharfe Kritik an der deutschen Parteiführung. Schmidt meldete dies dem Parteisekretär Fritz Heckert. Rakow und Wollenberg wurden daraufhin aus der KPdSU ausgeschlossen, Taubenberger erhielt eine Rüge. Die private Zusammenkunft bei Taubenberger nahm das NKWD später zum Anlass einer großangelegten Säuberung, die auch für Schmidt tödlich endete.
Taubenberger wurde 1936 wegen „trotzkistisch-sinowjewistischer und anderer konterrevolutionärer Verbrechen gegen die Arbeiterklasse“ aus der Partei ausgeschlossen. Am 17. September 1936 wurde er verhaftet und vom Militärkollegium des Obersten Gerichts der UdSSR am 29. Mai 1937 wegen „Teilnahme an einer antisowjetischen terroristischen Organisation“ zum Tode durch Erschießen verurteilt. Das Urteil wurde noch am selben Tage vollstreckt. Seine Asche wurde auf dem Moskauer Donskoi-Friedhof in einem Massengrab beigesetzt.

## Familie
Hermann Taubenberger war bis Anfang der 30er-Jahre mit Else Taubenberger verheiratet. Sie verbrachte einige Jahre in Lagerhaft und Verbannung und kehrte Anfang der 1970er Jahre nach München zurück, wo sie 1972 starb.
Der Sohn Heinz (* 1915) wurde 1937 ebenfalls zum Tode verurteilt und erschossen, Hermann Taubenberger jun. (* 1923) kam in ein NKWD-Kinderheim und gilt als verschollen. Die Taubenbergers hatten sich nach der Verhaftung von Carola Neher und Anatol Becker noch um deren anderthalbjährigen Sohn Georg Becker gekümmert. Dieser kam dann in ein NKWD-Lager für Waisenkinder und konnte erst 1975 in die Bundesrepublik Deutschland ausreisen.
Hermann Taubenbergers zweite Frau war Soja Martschenko (1907–2000).